# Dusona
Dusona is een geslacht van gewone sluipwespen (Ichneumonidae). Het behoort tot de onderfamilie Campopleginae en is met ongeveer 440 beschreven soorten het grootste geslacht binnen deze onderfamilie. Het geslacht komt wereldwijd voor.
De wetenschappelijke naam van het geslacht werd gepubliceerd door Peter Cameron in 1900 (volgens sommige bronnen 1901).

## Soorten
Deze lijst van 453 soorten is mogelijk niet compleet.
- D. abdominator Hinz, 1985
- D. admontina (Speiser, 1908)
- D. adriaansei (Teunissen, 1947)
- D. aemula (Forster, 1868)
- D. aequorea Gupta & Gupta, 1977
- D. affinis (Brischke, 1880)
- D. affinitor Hinz, 1979
- D. ahlaensis Gupta & Gupta, 1977
- D. albobasalis Horstmann, 2009
- D. alius (Norton, 1863)
- D. alpigena Hinz, 1972
- D. alpina (Strobl, 1904)
- D. alpinator Hinz & Horstmann, 2004
- D. alticola (Gravenhorst, 1829)
- D. alveolata Gupta & Gupta, 1977
- D. americana (Ashmead, 1890)
- D. amurator Hinz, 1985
- D. anceps (Holmgren, 1860)
- D. andalusica Horstmann, 2009
- D. angustata (Thomson, 1887)
- D. angustifrons (Forster, 1868)
- D. annexa (Forster, 1868)
- D. anomala (Seyrig, 1935)
- D. aquilonaria Gupta & Gupta, 1977
- D. argentea (Norton, 1863)
- D. argentopilosa (Enderlein, 1921)
- D. artonae (Narendran, 2000)
- D. aspera (Gupta & Gupta, 1976)
- D. assita (Norton, 1863)
- D. associata (Walley, 1940)
- D. atriceps (Cresson, 1865)
- D. atricolor (Szepligeti, 1908)
- D. atrotibialis Horstmann, 2006
- D. augasma (Gupta & Gupta, 1976)
- D. auriculator Aubert, 1964
- D. aurifer (Cresson, 1874)
- D. aurita (Kriechbaumer, 1883)
- D. australis (Walley, 1940)
- D. aversa (Forster, 1868)
- D. baueri Hinz, 1973
- D. belokobyli Hinz & Horstmann, 2004
- D. bellator Hinz & Horstmann, 2004
- D. bellipes (Holmgren, 1872)
- D. bellula (Dalla Torre, 1901)
- D. bharata Gupta & Gupta, 1977
- D. bicolor (Brischke, 1880)
- D. bicoloripes (Ashmead, 1906)
- D. blanda (Forster, 1868)
- D. brachiator (Say, 1835)
- D. breviceps Horstmann, 2009
- D. brevicornis (Brischke, 1880)
- D. brevisocrea Gupta & Gupta, 1977
- D. brischkei (Dalla Torre, 1901)
- D. brullei (Dalla Torre, 1901)
- D. bucculenta (Holmgren, 1860)
- D. bucculentoides Hinz & Horstmann, 2004
- D. buddha (Cameron, 1897)
- D. burmensis Gupta & Gupta, 1977
- D. calceata (Brauns, 1895)
- D. cameronii (Dalla Torre, 1901)
- D. canadensis (Walley, 1940)
- D. canariensis (Hinz, 1990)
- D. capitator Hinz, 1985
- D. carinata Gupta & Gupta, 1977
- D. carinator Hinz, 1979
- D. carinifer (Teunissen, 1947)
- D. carinifrons (Holmgren, 1860)
- D. cariniscutis (Cameron, 1903)
- D. carlsoni Gupta & Gupta, 1977
- D. carpathica (Szepligeti, 1916)
- D. carpinellae (Schrank, 1802)
- D. castanipes (Thomson, 1887)
- D. caudator Hinz, 1985
- D. celator Hinz, 1985
- D. ceylonica (Cameron, 1897)
- D. circumcinctus (Forster, 1868)
- D. circumspectans (Forster, 1868)
- D. citeria Gupta & Gupta, 1977
- D. collaris Hinz & Horstmann, 2004
- D. confluens (Walley, 1940)
- D. conformis (Walley, 1940)
- D. confusa (Forster, 1868)
- D. confusator Hinz & Horstmann, 2004
- D. consobrina (Holmgren, 1872)
- D. constantineanui Hinz, 1977
- D. contumator Hinz, 1979
- D. contumax (Forster, 1868)
- D. coriacea Horstmann, 2004
- D. cornellus (Teunissen, 1947)
- D. crassicornis (Provancher, 1886)
- D. crassipes (Thomson, 1887)
- D. crassiventris Horstmann, 2004
- D. cressonii (Dalla Torre, 1901)
- D. cultrator (Gravenhorst, 1829)
- D. cytaeis (Cameron, 1903)
- D. chabarowski Hinz & Horstmann, 2004
- D. chechziri Hinz & Horstmann, 2004
- D. chikaldaensis Gupta & Gupta, 1977
- D. chinensis Horstmann, 2004
- D. debilis (Forster, 1868)
- D. deceptor (Walley, 1940)
- D. definis Gupta & Gupta, 1977
- D. deodarae (Cushman, 1927)
- D. destructor Wahl, 1991
- D. detritor Hinz & Horstmann, 2004
- D. dictor Hinz, 1979
- D. dimidiata

Dusona dimidiata (Brulle) Brulle, 1846
Dusona dimidiata (Gupta & Gupta) Gupta & Gupta, 1976
- D. dineshi Gupta & Gupta, 1977
- D. disclusa (Forster, 1868)
- D. diversa (Norton, 1863)
- D. diversella (Walley, 1940)
- D. diversicolor (Viereck, 1925)
- D. doonensis Gupta & Gupta, 1977
- D. dositheae (Audouin, 1834)
- D. douraguia Rousse & Villemant, 2012
- D. downesi (Viereck, 1925)
- D. dubitor Hinz, 1977
- D. egregia (Viereck, 1916)
- D. einbecki Hinz, 1977
- D. ektypha Gupta & Gupta, 1977
- D. elegans (Szepligeti, 1908)
- D. elongata (Gupta & Gupta, 1976)
- D. ellopiae (Walley, 1929)
- D. epomiata Gupta & Gupta, 1977
- D. erythra (Uchida, 1932)
- D. erythrogaster (Forster, 1868)
- D. erythrospila (Cameron, 1906)
- D. experta (Cresson, 1872)
- D. exsculpta (Brischke, 1880)
- D. extranea (Turner, 1919)
- D. falcator (Fabricius, 1775)
- D. franklinae
- D. fatigator (Forster, 1868)
- D. femoralis Gupta & Gupta, 1977
- D. ferruginea Walkley, 1963
- D. fervida (Tosquinet, 1903)
- D. filator Hinz, 1985
- D. flagellator (Fabricius, 1793)
- D. flavescens (Walley, 1940)
- D. flavipennis (Cresson, 1874)
- D. flavitarsis Horstmann, 2004
- D. flavopicta Horstmann, 2004
- D. flinti Gupta & Gupta, 1977
- D. fossata (Viereck, 1926)
- D. fractocristata (Enderlein, 1921)
- D. fuliginosa (Szepligeti, 1908)
- D. fulvicornis (Cameron, 1906)
- D. fundator (Hinz, 1990)
- D. fuscitarsis (Viereck, 1926)
- D. ganeshi Gupta & Gupta, 1977
- D. garhwalensis (Gupta & Gupta, 1976)
- D. gastator Hinz, 1985
- D. gastroides Horstmann, 2004
- D. geminata Gupta & Gupta, 1977
- D. genalis (Thomson, 1887)
- D. genator Hinz, 1979
- D. gephyra Gupta & Gupta, 1977
- D. gibbosa (Gupta & Gupta, 1976)
- D. glabra Gupta & Gupta, 1977
- D. glauca (Norton, 1863)
- D. gnara (Cresson, 1874)
- D. gracilis (Walley, 1940)
- D. gracillima (Dalla Torre, 1901)
- D. grahami (Walley, 1940)
- D. graptor Hinz, 1985
- D. guatemalensis (Cameron, 1886)
- D. habermehli (Kriechbaumer, 1898)
- D. hastulatae Horstmann, 2009
- D. heptahamuli (Gupta & Gupta, 1976)
- D. himachalensis Gupta & Gupta, 1977
- D. himalayensis (Cameron, 1899)
- D. hispanica Horstmann, 2009
- D. holmgrenii (Dalla Torre, 1901)
- D. horrida (Hancock, 1926)
- D. humilis (Forster, 1868)
- D. impressifrons Hinz, 1979
- D. inclivata Gupta & Gupta, 1977
- D. incompleta (Bridgman, 1889)
- D. inconspicua Horstmann, 2004
- D. indistinctor Hinz, 1979
- D. inermis (Forster, 1868)
- D. infelix (Dalla Torre, 1901)
- D. infesta (Forster, 1868)
- D. infundibulum Horstmann, 2004
- D. insignita (Forster, 1868)
- D. insolita (Walley, 1940)
- D. intelligator Aubert, 1966
- D. interstitialis (Walley, 1940)
- D. irregularis Horstmann, 2009
- D. iwatae Hinz, 1994
- D. japonica (Cameron, 1906)
- D. johnsoni (Walley, 1940)
- D. juvenilis (Forster, 1868)
- D. juventas (Morley, 1916)
- D. juxta (Gupta & Gupta, 1976)
- D. kalatopensis Gupta & Gupta, 1977
- D. kamathi Gupta & Gupta, 1977
- D. kamrupa (Gupta & Gupta, 1976)
- D. karkil (Cheesman, 1936)
- D. kasparyani Hinz, 1985
- D. kerrichi (Gupta & Gupta, 1976)
- D. korta (Cheesman, 1953)
- D. lacivia (Cresson, 1874)
- D. lajae Gupta & Gupta, 1977
- D. lamellator Aubert, 1960
- D. lamellifer Hinz, 1994
- D. laminata (Walley, 1940)
- D. laticincta (Cresson, 1865)
- D. lautareti (Hinz, 1990)
- D. lecta (Cresson, 1874)
- D. lenticulata Gupta & Gupta, 1977
- D. leptogaster (Holmgren, 1860)
- D. levibasis Horstmann, 2004
- D. libauensis (Strand, 1918)
- D. liberator Hinz, 1985
- D. libertatis (Teunissen, 1947)
- D. limnobia (Thomson, 1887)
- D. linearis Horstmann, 2004
- D. lineola (Schrottky, 1902)
- D. lividariae Hinz, 1963
- D. lobata (Walley, 1940)
- D. longiabdominalis (Uchida, 1932)
- D. longicauda (Uchida, 1928)
- D. longifemorata (Gupta & Gupta, 1976)
- D. longigena Horstmann, 2004
- D. longigenata Gupta & Gupta, 1977
- D. longiseta Hinz, 1961
- D. longistilus Horstmann, 2004
- D. longiterebra (Gupta & Gupta, 1976)
- D. luctuosa (Provancher, 1875)
- D. luteipes (Thomson, 1887)
- D. macrofovea Iwata, 1960
- D. mactatoides Hinz, 1994
- D. mactator (Forster, 1868)
- D. magnifica (Walley, 1940)
- D. major (Cresson, 1879)
- D. malaisei Gupta & Gupta, 1977

- D. marmorata (Szepligeti, 1908)
- D. maruyamae Hinz, 1994
- D. maruyamator Hinz, 1979
- D. matsumurae (Uchida, 1928)
- D. mediator (Gupta & Gupta, 1976)
- D. melanator Hinz, 1985
- D. memorator Hinz, 1994
- D. mercator (Fabricius, 1793)
- D. meridionator Aubert, 1960
- D. meritor Hinz & Horstmann, 2004
- D. mexicana (Cameron, 1886)
- D. micrator Hinz, 1979
- D. mikroschemos (Gupta & Gupta, 1976)
- D. minor (Provancher, 1879)
- D. minuta (Holmgren, 1856)
- D. minutor Horstmann, 2004
- D. miranda (Szepligeti, 1908)
- D. mixta (Pollich, 1781)
- D. momoii Hinz & Horstmann, 2004
- D. montana (Roman, 1929)
- D. montrealensis (Viereck, 1926)
- D. murarii (Gupta, 1987)
- D. myrtilla (Desvignes, 1856)
- D. nagatomii (Kusigemati, 1990)
- D. nanus Horstmann, 2004
- D. nebulosa Horstmann, 2004
- D. negata (Turner, 1919)
- D. nervellator Horstmann, 2004
- D. nidulator (Fabricius, 1804)
- D. nigriapiculata (Gupta & Gupta, 1976)
- D. nigridens Horstmann, 2004
- D. nigridorsum Horstmann, 2004
- D. nigrina Horstmann, 2004
- D. nigritegula Gupta & Gupta, 1977
- D. nigritibialis

Dusona nigritibialis (Gupta & Gupta) Gupta & Gupta, 1976
Dusona nigritibialis (Viereck) Viereck, 1926
- D. nitidipleuris Horstmann, 2004
- D. norikurae Hinz & Horstmann, 2004
- D. notabilis (Forster, 1868)
- D. novitia (Morley, 1913)
- D. nubilator Hinz, 1994
- D. nursei (Cameron, 1907)
- D. obesa (Davis, 1898)
- D. obliterata (Holmgren, 1872)
- D. obscurator Horstmann, 2004
- D. obscuripes Horstmann, 2004
- D. obtutor Hinz, 1994
- D. occidentalis (Davis, 1898)
- D. occipita Gupta & Gupta, 1977
- D. ocellata (Walley, 1940)
- D. okadai (Uchida, 1942)
- D. opaca (Thomson, 1887)
- D. opacoides Hinz, 1985
- D. opima (Cresson, 1874)
- D. orientalis Gupta & Gupta, 1977
- D. pahalgamensis Gupta & Gupta, 1977
- D. pallescens (Walley, 1940)
- D. papator Hinz & Horstmann, 2004
- D. parallela Gupta & Gupta, 1977
- D. parva Horstmann, 2004
- D. parvicavata Horstmann, 2004
- D. pauliani (Benoit, 1957)
- D. pectinata Gupta & Gupta, 1977
- D. pectoralis (Walley, 1940)
- D. peculiaris (Kusigemati, 1987)
- D. peptor Hinz & Horstmann, 2004
- D. perditator Hinz, 1994
- D. perditor (Forster, 1868)
- D. peregrina (Wollaston, 1858)
- D. petiolaris (Brischke, 1880)
- D. petiolatoides Hinz & Horstmann, 2004
- D. petiolator (Fabricius, 1804)
- D. petitor Hinz & Horstmann, 2004
- D. pictator Hinz & Horstmann, 2004
- D. pilosa (Walley, 1940)
- D. pineticola (Holmgren, 1872)
- D. planata (Viereck, 1925)
- D. plauta Gupta & Gupta, 1977
- D. polita (Forster, 1868)
- D. praecox (Teunissen, 1947)
- D. prolata Gupta & Gupta, 1977
- D. prominula (Forster, 1868)
- D. propodeator Hinz, 1994
- D. prytanes (Cameron, 1903)
- D. pseudobucculenta Hinz & Horstmann, 2004
- D. pugillator (Linnaeus, 1758)
- D. pulchella (Walley, 1940)
- D. pulchripes (Holmgren, 1872)
- D. pulmentariae Hinz, 1963
- D. pygmaea Gupta & Gupta, 1977
- D. quadrata Gupta & Gupta, 1977
- D. quebecensis (Walley, 1940)
- D. radiator Hinz & Horstmann, 2004
- D. recta (Thomson, 1887)
- D. rectator Hinz & Horstmann, 2004
- D. rectoides Hinz & Horstmann, 2004
- D. relecta (Davis, 1898)
- D. remota (Forster, 1868)
- D. reticulata (Morley, 1913)
- D. robusta (Walley, 1940)
- D. rossica Hinz, 1979
- D. rotunda (Walley, 1940)
- D. rubator Hinz, 1985
- D. rubidatae Horstmann, 2009
- D. rufator Hinz, 1994
- D. rufescens (Walley, 1940)
- D. rufigaster (Walley, 1940)
- D. rufipostpetiola Gupta & Gupta, 1977
- D. rufiventrator Horstmann, 2004
- D. rufiventris (Tosquinet, 1903)
- D. rufoapicalis Horstmann, 2004
- D. rufonigra (Brischke, 1880)
- D. rufoscapus (Cameron, 1906)
- D. rufovariata Horstmann, 2004
- D. rugifer (Forster, 1868)
- D. rugifrons Horstmann, 2004
- D. rugosa Horstmann, 2004
- D. rugulosa (Forster, 1868)
- D. sachalini Hinz, 1985
- D. sagittatae Horstmann, 2009
- D. sarojinae (Gupta & Gupta, 1976)
- D. sasayamae Hinz & Horstmann, 2004
- D. sauteri (Uchida, 1932)
- D. scalaria (Provancher, 1886)
- D. scalprata Horstmann, 2004
- D. scolator Hinz, 1985
- D. scriptor Hinz & Horstmann, 2004
- D. scutellatoides Hinz, 1985
- D. scutellator Hinz, 1979
- D. schikotani Hinz, 1994
- D. seamansi (Viereck, 1925)
- D. semiflava (Costa, 1883)
- D. semirufa (Provancher, 1882)
- D. setator Hinz, 1985
- D. signata (Viereck, 1925)
- D. signator (Brauns, 1895)
- D. similator Hinz, 1994
- D. similis Gupta & Gupta, 1977
- D. simillima Gupta & Gupta, 1977
- D. simlaensis (Cameron, 1905)
- D. simulans (Walley, 1940)
- D. simulator (Gupta & Gupta, 1976)
- D. sobolicida (Forster, 1868)
- D. sparsa Gupta & Gupta, 1977
- D. specularis Horstmann, 2004
- D. spinator Hinz & Horstmann, 2004
- D. spinipes (Thomson, 1887)
- D. spinulosa (Brischke, 1880)
- D. spiracularis Hinz & Horstmann, 2004
- D. splenditor Hinz, 1985
- D. stenocara (Thomson, 1887)
- D. stenogaster (Forster, 1868)
- D. stragifex (Forster, 1868)
- D. stramineipes Cameron, 1900
- D. stricklandi (Viereck, 1925)
- D. stygia (Forster, 1868)
- D. subaequalis (Forster, 1868)
- D. subimpressa (Forster, 1868)
- D. subnigra (Tosquinet, 1903)
- D. subtilis (Viereck, 1926)
- D. sumatrana Townes, Townes & Gupta, 1961
- D. sumichrasti (Cameron, 1904)
- D. sumptuosa (Cameron, 1897)
- D. surrata (Schrank, 1781)
- D. temnator Hinz & Horstmann, 2004
- D. templator Hinz & Horstmann, 2004
- D. temporalis Horstmann, 2004
- D. tenerifae Hinz, 1977
- D. tenuis (Forster, 1868)
- D. tepaneca (Cresson, 1874)
- D. terebrator (Forster, 1868)
- D. ternata Hinz & Horstmann, 2004
- D. texana (Ashmead, 1890)
- D. thomsoni Hinz, 1963
- D. tibiator (Cresson, 1865)
- D. tibiatoria Horstmann, 2004
- D. tikari Gupta & Gupta, 1977
- D. tincochacae (Viereck, 1913)
- D. townesi Gupta & Gupta, 1977
- D. townsendi (Walley, 1940)
- D. transvaalensis (Cameron, 1911)
- D. tricolorator Aubert, 1970
- D. tritor Hinz & Horstmann, 2004
- D. tumida (Walley, 1940)
- D. turcator Horstmann, 2009
- D. turmalis (Walley, 1940)
- D. tyranna (Cameron, 1899)
- D. tyrolensis Horstmann, 2009
- D. ucrainator Hinz, 1985
- D. ucrainica Hinz, 1972
- D. valelaminata Gupta & Gupta, 1977
- D. vara (Walley, 1940)
- D. variabilis (Franklin, 1915)
- D. variator (Hinz, 1990)
- D. varicoxa (Viereck, 1926)
- D. varipes Horstmann, 2004
- D. venitor Hinz & Horstmann, 2004
- D. ventrator Hinz & Horstmann, 2004
- D. veraepacis (Cameron, 1886)
- D. vibecifera (Viereck, 1925)
- D. vicina (Provancher, 1874)
- D. vidua (Gravenhorst, 1829)
- D. viduator Hinz & Horstmann, 2004
- D. vigilator (Forster, 1868)
- D. villosa (Norton, 1863)
- D. virgulata Gupta & Gupta, 1977
- D. vitriala Gupta & Gupta, 1977
- D. vitticollis (Norton, 1863)
- D. viveki Gupta & Gupta, 1977
- D. watertoni (Cameron, 1911)
- D. wilsoni (Parrott, 1957)
- D. woodi (Viereck, 1926)
- D. wyomingensis (Viereck, 1906)
- D. xenocampta (Forster, 1868)
- D. yamanakai Hinz, 1985
- D. yezoensis (Uchida, 1928)
- D. yezoensoides Hinz & Horstmann, 2004
- D. zonata (Morley, 1913)